# Țîkalî, Velîka Bahacika
Țîkalî (în ucraineană Цикали) este un sat în comuna Kornienkî din raionul Velîka Bahacika, regiunea Poltava, Ucraina.

## Demografie
Componența lingvistică a localității Țîkalî
     Ucraineană (94,12%)
     Rusă (5,88%)
Conform recensământului din 2001, majoritatea populației localității Țîkalî era vorbitoare de ucraineană (94,12%), existând în minoritate și vorbitori de rusă (5,88%).